# Улица Карла Аугуста Херманна
У́лица Ка́рла А́угуста Хе́рманна (эст. Karl August Hermanni tänav) — улица в Таллине, столице Эстонии.

## География
Пролегает в микрорайоне Торупилли городского района Кесклинн. Начинается от Тартуского шоссе и заканчивается на перекрёстке с улицей Юхана Кундера.
Протяжённость — 220 м.

## История
В начале XX века улица носила название Германовская улица (эст. Germanovi tänav, нем. Germanow-Straße). 17 января 1923 года решением Таллинского горсобрания было утверждено название улица Херманни (эст. Hermanni tänav). Современное название улица получила в 1925 году в честь эстонского композитора, языковеда и энциклопедиста Карла Аугуста Херманна.
Общественный транспорт по улице не курсирует.

## Застройка
Улица сильно пострадала во время мартовской бомбардировки Таллина в 1944 году. Её застройка состоит в основном из малоэтажных жилых домов:
- дом 2 — шестиэтажный квартирный дом, построен в 1999 году;
- дом 3 — шестиэтажный квартирный дом с подвальным этажом, построен в 1960 году. Здание реновировано в 2006 году по проекту эстонского архитектора Адо Эйги[эст.];
- дом 4 — трёхэтажный квартирный дом (1967);
- дом 6 — трёхэтажный квартирный дом (1953);
- дом 8 — трёхэтажный деревянный жилой дом (1949);
- дом 10 — трёхэтажный жилой дом (1932);
- дом 12 — трёхэтажный деревянный жилой дом (1940);
- дом 14 — двухэтажный деревянный жилой дом (1940).